# Ammothella omanensis
Ammothella omanensis là một loài nhện biển trong họ Ammotheidae. Loài này thuộc chi Ammothella. Ammothella omanensis được miêu tả khoa học năm 1992 bởi Stock.